# レニ・アピサイ
レニ・アピサイ（Leni Apisai、1996年3月8日 - ）は、スーパーラグビー・パシフィックハイランダーズに所属するラグビーユニオン選手。

## プロフィール
- ニュージーランド・ポリルア出身[1]。
- ポジションはフッカー(HO)。
- 身長 182cm、体重 108kg[2]。
- U20ニュージーランド代表に選ばれたことがある。
- マオリ・オールブラックスに選ばれたことがある[3]。

## 略歴
ウェリントン、ハリケーンズ、ブルーズ、オークランドを経て、2019年11月、サンウルブズの2020シーズンスコッドに選ばれた。
2022年、ハイランダーズに加入。